# Monaster Crna Reka
Monaster Crna Reka – prawosławny męski klasztor w masywie Mokra Gora, w pobliżu miasta Novi Pazar.
Okres powstania monasteru ani jego fundator nie jest znany. Według różnych źródeł klasztor istniał od XII wieku, według innych powstał dopiero po bitwie na Kosowym Polu. W odróżnieniu od wielu innych serbskich monasterów nigdy nie został zniszczony, co sprawia, iż zachował swój oryginalny, średniowieczny wygląd. Jednym z organizatorów życia monastycznego w klasztorze był św. Joannicjusz z Deviča. Główna cerkiew klasztorna została urządzona w pieczarze i w latach 1591–1602 udekorowana freskami przez ikonografa Longina.
W latach 1687–1696 w monasterze znajdowały się relikwie św. Stefana Pierwszego Koronowanego, przeniesione z monasteru Studenica w celu ich ochrony przed Turkami. W 1731 i w Boże Narodzenie 1763 monaster był dwukrotnie atakowany przez Turków, co skłoniło mnichów do opuszczenia go. Na początku XX w. w dawnym klasztorze znajdował się konsulat rosyjski, następnie radziecki, porzucony w 1941.
Odnowa życia monastycznego w klasztorze była możliwa dzięki działalności hieromnicha, następnie archimandryty i biskupa Artemiusza (Radosavljevicia), który od 1978 prowadził remont zabudowań monasterskich, doprowadził do budowy drogi na teren klasztoru i doprowadzenia doń wody i prądu, zgromadził wokół siebie nową wspólnotę mniszą. Artemiusz zarządzał klasztorem do 1991, gdy miała miejsce jego chirotonia na biskupa raszko-prizreńskiego.
2 czerwca 2010 przełożony monasteru oraz dziewięciu przebywających w nim mnichów zwróciło się do locum tenens eparchii raszko-prizreńskiej, metropolity Amfilochiusza (Radovicia) z prośbą o zgodę na opuszczenie klasztoru. Gdy ten zgody nie wydał, mnisi samowolnie porzucili zabudowania monasterskie. W ten sposób mieli zamiar pokazać swoją solidarność z biskupem Artemiuszem, który w 2010 został odsunięty od zarządu eparchii raszko-prizreńskiej i przeniesiony w stan spoczynku. W monasterze pozostał jeden zakonnik i dwóch posłuszników.